# アントニーン・ザーポトツキー
アントニーン・ザーポトツキー（チェコ語: Antonín Zápotocký, チェコ語発音: [ˈantoɲiːn ˈzaːpototskiː], 1884年12月19日-1957年11月13日）は、チェコスロバキア共産党の指導者。戦後チェコスロバキアの首相（1948年-1953年）および大統領（1953年-1957年）を務めた。

## 来歴・人物
オーストリア・ハンガリー帝国領であったボヘミア地方クラドノ近郊の町ザーコラニで生まれる。父ラジスラフはチェコ社会民主党の創設者の1人であった。
1921年、チェコスロバキア共産党創設に関わり、1922年から1925年まで書記長を務める。第二次世界大戦中はザクセンハウゼン強制収容所に収容されていたが、戦後に解放され首相に就任。1953年にクレメント・ゴットワルトの死去に伴い、大統領に就任した。

### 大統領として
ゴットヴァルトとは違い、ザーポトツキー政権は人道的かつ非過激的な統治を好んだ一方、この頃台頭してきた、より穏健的で漸進主義的な統治スタイルを好むアントニーン・ノヴォトニーに権力を奪われ、1953年5月21日に決定された、農民と高給労働者の貯蓄と資産を全て奪取する「通貨改革」に対する暴動でノヴォトニーの権限と人気がより一層強まったために、ソビエトはモスクワにて「集団指導体制」への移行、つまりノヴォトニーに権限の移譲を迫る結果となった。

### 死去
1957年11月13日、73歳で死去。

## いくつかの小説
チェコスロバキアの労働運動の歴史に基づいていくつかの小説を執筆。「クラドノの赤い光」（チェコ語:Rudá záře nad Kladnem）と「新しい戦士は立ち上がる」（Vstanou noví bojovníci）は映画化された。